# Šárka Znamenáčková
Šárka Znamenáčková (* 7. září 1973) je česká sportovkyně, vodačka a sedminásobná mistryně světa v raftingu. Jejím manželem je český plavec a vodák, český reprezentační trenér raftingu
Milan Znamenáček (dvojnásobný mistr světa a trojnásobný mistr Evropy v raftingu). V civilním životě se věnuje podnikání v kosmetice. Žije a pracuje v Říčanech u Prahy.